# (385250) 2001 DH47
Az (385250) 2001 DH47 egy kisbolygó a Mars trójai csoportjában. A LINEAR program keretein belül fedezték fel 2001. február 20-án.